# Costus pulverulentus
Costus pulverulentus ist eine Pflanzenart aus der Familie der Costaceae. Sie wächst als ausdauernde, krautige Pflanze und ist vom östlichen Mexiko bis ins nordwestliche Südamerika verbreitet.

## Beschreibung

### Vegetative Merkmale
Costus pulverulentus ist eine ausdauernde, krautige Pflanze mit unterirdischem Rhizom und erreicht eine Wuchshöhe von 0,2–2,5(–3,5) m. Das hell gefärbte, kahle Rhizom ist 15 cm lang oder länger, hat einen Durchmesser von 1,3–2,4 cm und besitzt 0,3–1,6 cm lange Internodien. Die stielrunde, aufrechte, unverzweigte, häufig spiralig gekrümmte Sprossachse wird von röhrenförmig geschlossenen, grünen Blattscheiden umhüllt und erreicht zusammen mit diesen einen Durchmesser von (0,4–)0,6–1,6 cm. Die wechselständigen Laubblätter sind um den Stängel herum ähnlich einer Wendeltreppe angeordnet. Die 1,2–6,1 cm langen Blattscheiden weisen an ihrem oberen Ende ein gestutztes bis schwach zweilappiges, 3–15(–25) mm langes Blatthäutchen auf, dessen Rand von haarähnlichen Fasern bewimpert ist. Die 2–10(–15) mm lang gestielte, einfache und ungeteilte, schmal elliptische bis schmal verkehrteiförmige Blattspreite ist (7–)10–30(–35) cm lang und (3–)6–12 cm breit. Sie besitzt einen keiligen bis abgerundeten, seltenere herzförmigen Grund und ist vorne kurz zugespitzt. Die Behaarung ist sehr variabel. Die Blattscheiden, Blatthäutchen, Blattstiele und Spreitenunterseiten sind kahl, kurz flaumhaarig oder zottig behaart. Die Spreitenoberseiten sind kahl, selten auch zottig behaart und auf der Mittelrippe dicht striegelhaarig. Die Blattspreiten werden beim Vertrocknen in der Regel hellbraun.

### Generative Merkmale
Der Blütenstand ist eine spindelförmige, zapfenähnliche, oben scharf bespitzte Ähre, die sich endständig an einem beblätterten Spross befindet. Er ist 3–7(–15) cm lang, hat einen Durchmesser von 1,5–4,5 cm und vergrößert sich bei der Fruchtreife auf eine Länge von bis zu 30 cm und einen Durchmesser von bis zu 7 cm. Die ledrigen, einander dachziegelig deckenden, schraubig angeordneten Tragblätter sind breit eiförmig-dreieckig, spitz bis stumpf und weisen kein blattähnliches Anhängsel auf. Ihr freiliegender Abschnitt ist rot bis orangerot gefärbt, gelegentlich auch grünlich, ihr verdeckter Abschnitt ist rot gefärbt. Die Tragblätter sind (2–)2,5–3,6(–4,5) cm lang und 1,9–2,7(–4,5) cm breit. Sie sind kahl bis kurz flaumig behaart und an den Rändern wollig in kurze, haarähnliche Fasern ausgefranst bis zerschlitzt, aber im Alter oft verkahlend. Etwas unter der Spitze der Tragblätter befindet sich eine senkrechte, linealische, 4–10 mm lange Verdickung (Kallus), die Nektar absondert. In der Achsel eines jeden Tragblattes befindet sich eine einzelne Blüte. Deren kahnförmig gefaltetes, pergamentartiges, rot bis orangerot gefärbtes Vorblatt ist 15–23 mm lang und 4–6 mm breit. Es ist kahl bis spärlich seidenhaarig und am Rand meist in Fasern ausgefranst.

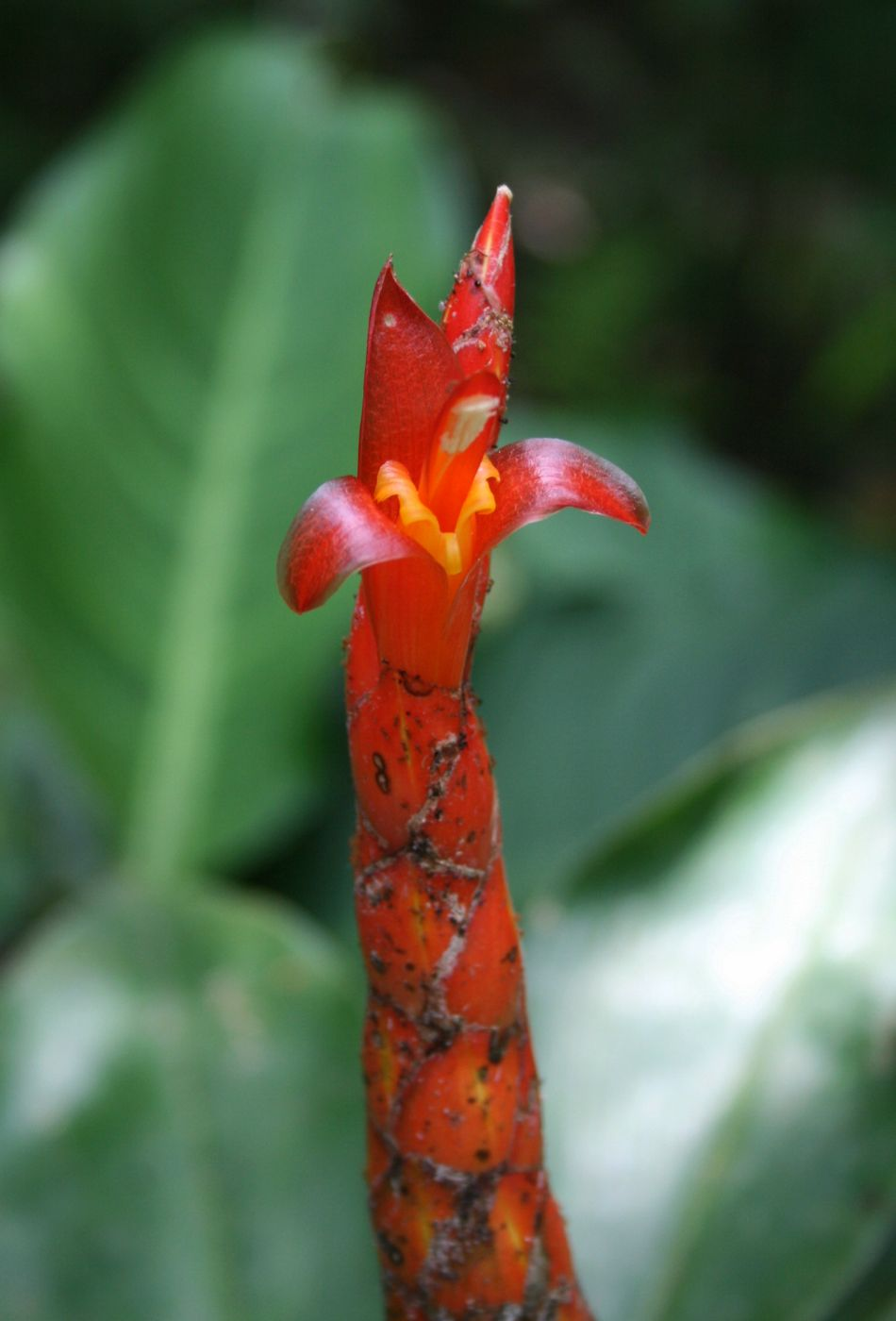
Costus pulverulentus, Blüte

Die zwittrigen, zygomorphen Blüten besitzen eine Blütenhülle, die in zwei Kreisen angeordnet ist. Die drei rötlichen äußeren Blütenhüllblätter (Kelch) sind am Grund miteinander zu einer Röhre verwachsen. Der 6–10 mm lange Kelch überragt die Tragblätter nicht. Er weist drei fast gleiche, dreieckige, 1–4 mm lange und an ihrer Basis 4–6 mm breite Zipfel auf. Der Kelch ist kahl und hat oft kurz faserig ausgefranste oder zerschlitzte Ränder. Die drei roten, orangeroten bis gelben inneren Blütenhüllblätter (Krone) sind am Grund zu einer (10–)15–20 mm langen Röhre verwachsen. Die spindelförmige, kahle Krone ist (37–)50–70 mm lang. Die drei schmal verkehrteiförmigen, in der Knospe einander dachziegelig deckenden Kronzipfel sind (29–)40–50 mm lang und 10–20 mm breit. Der oberste Zipfel ist etwas größer als die beiden seitlichen. Fünf miteinander verwachsene Staminodien bilden ein kronblattartiges, rotes bis gelbes Labellum. Dieses ist 30–40 mm lang, im ausgebreiteten Zustand länglich-verkehrteiförmig und (15–)30–40 mm breit, bildet aber mit ihren seitlichen, nach innen eingerollten Lappen eine schlanke Röhre von ungefähr 8 mm Durchmesser. Der vordere Rand des Labellums ist ungleich fünflappig. Alle fünf Lappen sind zurückgekrümmt, der mittlere ist schmal dreieckig und 4–6 mm lang, die anderen sind dreieckig und 2–5 mm lang. Das einzige Staubblatt ist kronblattartig ausgebildet und ragt weit über das Labellum hinaus. Es ist am Grund mit dem Labellum zu einer kurzen, schlanken, papillösen Röhre verwachsen. Das Staubblatt ist schmal elliptisch, 35–50 mm lang, 4–10 mm breit und ist vorne spitz oder stumpf. Es ist im unteren Teil von derselben Farbe wie das Labellum, hat aber oft eine rote Spitze. Der 4–9 mm lange, aus zwei Theken bestehende Staubbeutel ist auf der Fläche des Staubblatts ungefähr in dessen Mitte angeheftet. Die ellipsoidalen, schwach asymmetrischen Pollenkörner haben eine Größe von 104 bis 138 µm. Sie haben eine glatte, 2–3 µm dicke Exine und sind pantoporat mit 5–8 Poren, die einen Durchmesser von 16 bis 26 µm haben. Der kahle, unterständige Fruchtknoten ist 5–10 mm lang. Er ist dreifächerig und enthält in jedem Fach zahlreiche anatrope Samenanlagen, die in zwei Reihen an der zentralwinkelständigen Plazenta angeheftet sind. Gegen die Spitze des Fruchtknotens zu befinden sich zwei Septalnektarien, also Nektardrüsen im Bereich von Fruchtknotenscheidewänden. Es gibt nur einen einzigen fadenförmigen Griffel mit einer aus zwei blattartigen, bewimperten Teilen bestehenden Narbe. Diese besitzt am Rücken ein zweilappiges Anhängsel, mit dem sie zwischen den Theken des Staubbeutels fixiert ist.
Die Früchte sind weiße, ellipsoidale, ca. 15 mm lange, mehr oder weniger fleischige, kahle Kapseln, die vom verbleibenden Kelch gekrönt werden. Sie sind dreifächerig und öffnen sich unregelmäßig fachspaltig. Die zahlreichen Samen sind glänzend schwarz und besitzen einen großen, weißen, zerschlitzten Arillus.
Costus pulverulentus kann das ganze Jahr über blühen und fruchten. Im südlichen Mittelamerika (Costa Rica, Panama) blüht die Art hauptsächlich zwischen Mai und August, also in der Regenzeit.

### Chromosomen
Costus pulverulentus hat einen diploiden Chromosomensatz mit 2n = 18.

## Verbreitung und Lebensraum
Costus pulverulentus ist im östlichen und südlichen Mexiko und in Mittelamerika weit verbreitet. Im Norden erreicht die Art noch den Bundesstaat San Luis Potosí. Im nordwestlichen Südamerika kommt sie vom südlichen Ecuador bis in den Nordwesten von Venezuela vor, nach Osten bis in den Bundesstaat Miranda. Nachweise von der Insel Kuba beziehen sich auf kultivierte Vorkommen.
Die Art kommt sowohl im Unterwuchs von dicht geschlossenen tropischen Regenwäldern als auch in Waldlichtungen und an Waldrändern vor. Sie wird in Mexiko auch für Bergwälder und für Wälder, die in der Trockenzeit teilweise das Laub abwerfen, angegeben. Costus pulverulentus wächst regelmäßig entlang von Wasserläufen und in bewaldeten Schluchten. Die Art kommt auch in Sekundärvegetation, an Ruderalstandorten und in Plantagen vor. Die Vorkommen reichen von Meeresniveau bis auf etwa 1400(–2730) m Seehöhe.

## Blütenbiologie
Je Blütenstand ist in der Regel zur selben Zeit immer nur eine Blüte einen Tag lang offen. An drei Standorten in Costa Rica und Panama wurde der Langschnabel-Schattenkolibri als einziger Bestäuber von Costus pulverulentus festgestellt. Die Besuchsrate war allerdings niedrig und lag – je nach untersuchter Population und Jahr – zwischen 0,09 und 0.25 Besuchen pro Stunde und Blüte. Dieser Bestäuber besuchte an allen drei Standorten auch Costus scaber, der ungefähr zur selben Zeit blüht. Eine gegenseitige Bestäubung wird durch mehrere Mechanismen, vor allem aber durch den unterschiedlichen Bau der Blüten verhindert. Beim Besuch von Costus pulverulentus wird der Pollen hauptsächlich an der Stirn des Kolibris deponiert, seltener auch am Schnabel. Dagegen wird bei Costus scaber der Pollen ausschließlich am vorderen Teil des Schnabels aufgebracht. Das verhindert eine Übertragung des Pollens von Costus scaber auf Costus pulverulentus vollständig, in der entgegengesetzten Richtung aber nur unvollständig. Daneben wurden auch Mechanismen festgestellt, die noch nach erfolgter Bestäubung eine Befruchtung verhinderten. Solche Inkompatibilitäten zwischen Pollen und Stempel haben sich aber offenbar nur zwischen lokal sympatrischen Populationen beider Arten herausgebildet.

## Taxonomie und Systematik
Die Art wurde 1827 vom böhmischen Botaniker Carl Presl beschrieben. Die Grundlage der Erstbeschreibung bildeten Aufsammlungen, die Thaddäus Haenke in Mexiko gemacht hatte. Costus formosus C.V.Morton, Costus laxus Petersen, Costus ruber C.Wright ex Griseb. und Costus sanguineus Donn.Sm. sind Synonyme.
Der niederländische Botaniker Paul Maas postulierte 1972 in seiner Bearbeitung für die Flora Neotropica eine nahe Verwandtschaft von Costus pulverulentus mit Costus barbatus aus Costa Rica und Costus geothyrsus aus Ecuador. Er stellte außerdem fest, dass letztere Art und der mexikanisch-mittelamerikanische Costus pictus Hybriden und Introgressionsformen mit Costus pulverulentus bilden. Maas bezeichnet die Art als besonders variabel, insbesondere bezüglich ihrer vegetativen Merkmale, etwa der Spreitenform und der Behaarung.
Costus pulverulentus wurde von Paul Maas zur Typusart der von ihm im Jahr 1977 neu aufgestellten Sektion Ornithophilus innerhalb der Untergattung Costus gemacht. Diese Sektion ist demnach durch Merkmale gekennzeichnet, die mit einer Bestäubung durch Kolibris in Zusammenhang stehen, nämlich durch ein gelb, orange oder rot gefärbtes, kleines, röhriges Labellum der Blüten und ebenso gefärbte Tragblätter. Eine molekularbiologische Untersuchung aus dem Jahr 2005 auf der Grundlage von ITS- und ETS-Sequenzen hat nahegelegt, dass innerhalb der neotropischen Vertreter der Gattung Costus die Bestäubung durch Kolibris mehrfach unabhängig voneinander aus durch Bienen, vor allem Prachtbienen (Euglossini), bestäubten Vorläufern entstanden ist. Die beiden von Maas unterschiedenen Sektionen Costus und Ornithophilus haben sich damit als nicht monophyletisch herausgestellt.
In derselben Studie waren mehrere Herkünfte von Costus pulverulentus in einer Klade enthalten, die außerdem auch noch Herkünfte von Costus scaber, Costus spicatus und Costus woodsonii, sowie eine mit Unsicherheit Costus wilsonii zugeordnete Pflanze umfasste. Es sind das alles Arten, die durch Kolibris bestäubt werden. Die untersuchten Herkünfte von Costus pulverulentus bildeten innerhalb dieser Klade keine monophyletische Gruppe. Außerdem konnte eine nähere Verwandtschaft mit den in der Untersuchung ebenfalls enthaltenen Arten Costus barbatus und Costus pictus nicht bestätigt werden.

## Etymologie
Das Artepitheton pulverulentus (lat. staubig, bestäubt) leitet sich von lat. pulvis (Staub) ab. Es bezieht sich auf die Aufsammlung dieser Pflanzenart, die der Erstbeschreibung zugrunde gelegen ist. Deren Blätter werden als an der Unterseite mit weißen Schuppen bestäubt (Folia … subtus squamis albis pulverulenta) beschrieben. Der Gattungsname Costus bezog sich ursprünglich auf die Indische Kostuswurzel (Saussurea costus) und ist später auf die heutige Gattung Costus übertragen worden.